# Schaffhausen (kanton)
| Kanton Schaffhausen       |                    |
| \| Grb kantona \|         |                    |
| Položaj u Švicarskoj      |                    |
|                           |                    |
| Podaci                    |                    |
| Glavni grad               | Schaffhausen       |
| Pristupanje konfederaciji | 1352.              |
| Skraćenica                | SH                 |
| Stanovništvo              | 73.866 stan.       |
| Popis                     | 31. prosinca 2006. |
| Površina                  | 298 km²            |
| Gustoća                   | 248 stan./km²      |
| Br. općina                | 33                 |
| Jezici                    | njemački           |
| Zemljovid kantona         |                    |
|                           |                    |
| Grb kantona               |                    |

Kanton Schaffhausen je kanton na sjeveru Švicarske, glavni grad ovog kantona je grad Schaffhausen.

## Zemljopis
Kanton Schaffhausen se nalazi u sjeveru Švicarske. S 298 km² je jedan od manjih kantona u Švicarskoj.
Susjedni kantoni su na jugu Zürich i kanton Thurgau a okružen je na ostalim dijelovima Njemačkom. Isto tako u kantonu je njemačka enklava Büsingen.

## Jezik
Njemački je jedini službeni jezik i njime govori apsolutna većina stanovnika.

## Gradovi i mjesta
- Schaffhausen, 33.431 stanovnika
- Neuhausen am Rheinfall, 9.778 stanovnika
- Stein am Rhein, 8.938 stanovnika
- Thayngen, 4.120 stanovnika
- Beringen, 3.102 stanovnika

### Općine u kantonu Schaffhausen
Općine u kantonu Schaffhausen

## Vjeroispovijest
Prema stanju iz protestanti (kalvinisti) čine 50% stanovništva a rimokatolici 24 %
Rimokatolici i protestanti.

## Gospodarstvo
Veće tvrtke u kantonu Schaffhausenu su:
- Cilag AG farmazeutska industrija
- Georg Fischer AG
- SIG Holding (Schweizerische Industrie-Gesellschaft), Neuhausen am Rheinfall
- Knorr (Unilever), prehrana Thayngen
- IWC International Watch Co.AG satovi

## Vanjske poveznice
- Službena stranica kantona Schaffhausen